# Danh sách tác phẩm của Aleksandr Sergeyevich Pushkin

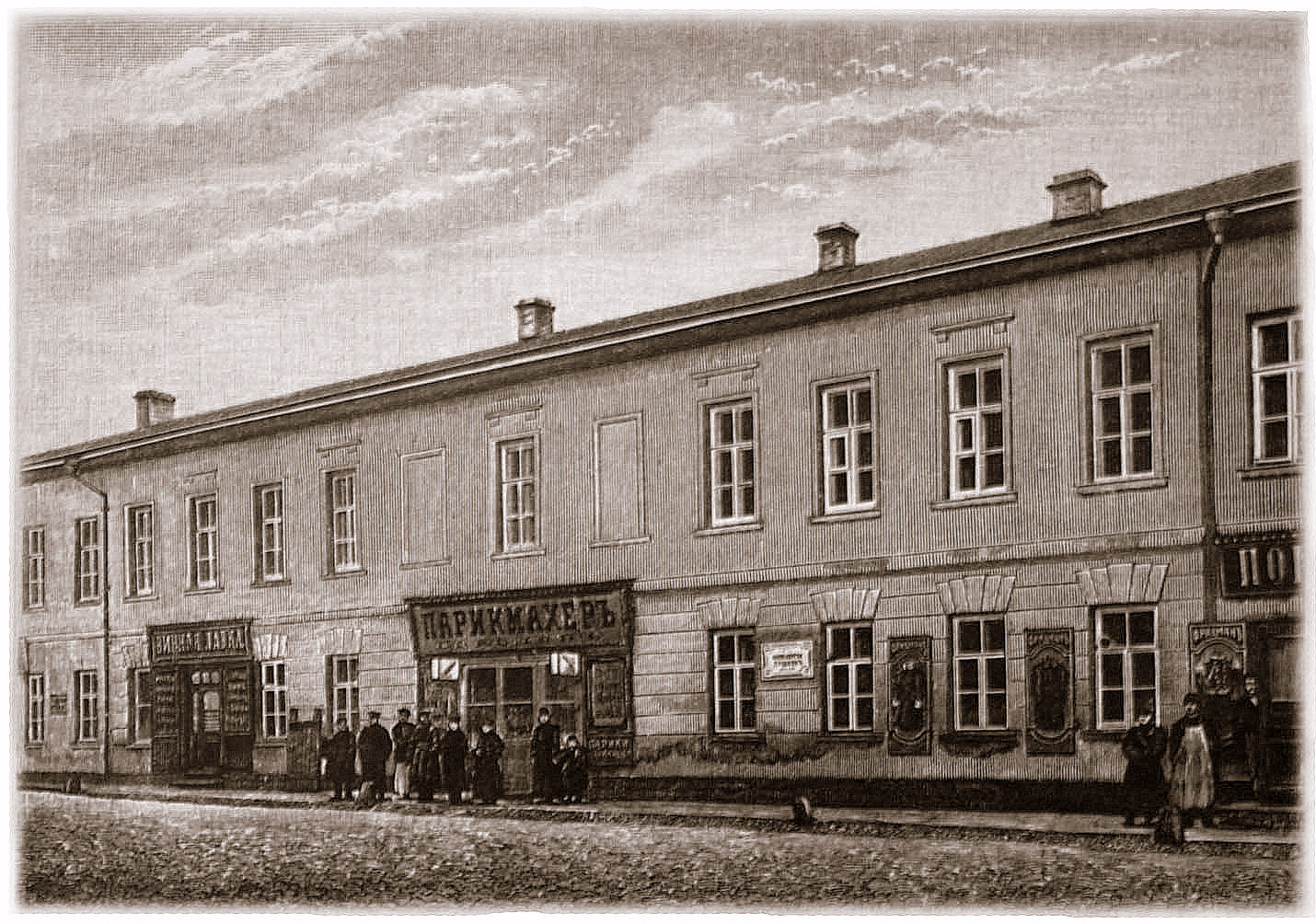
Khu phố gắn liền với ngày ra đời của A.S. Pushkin

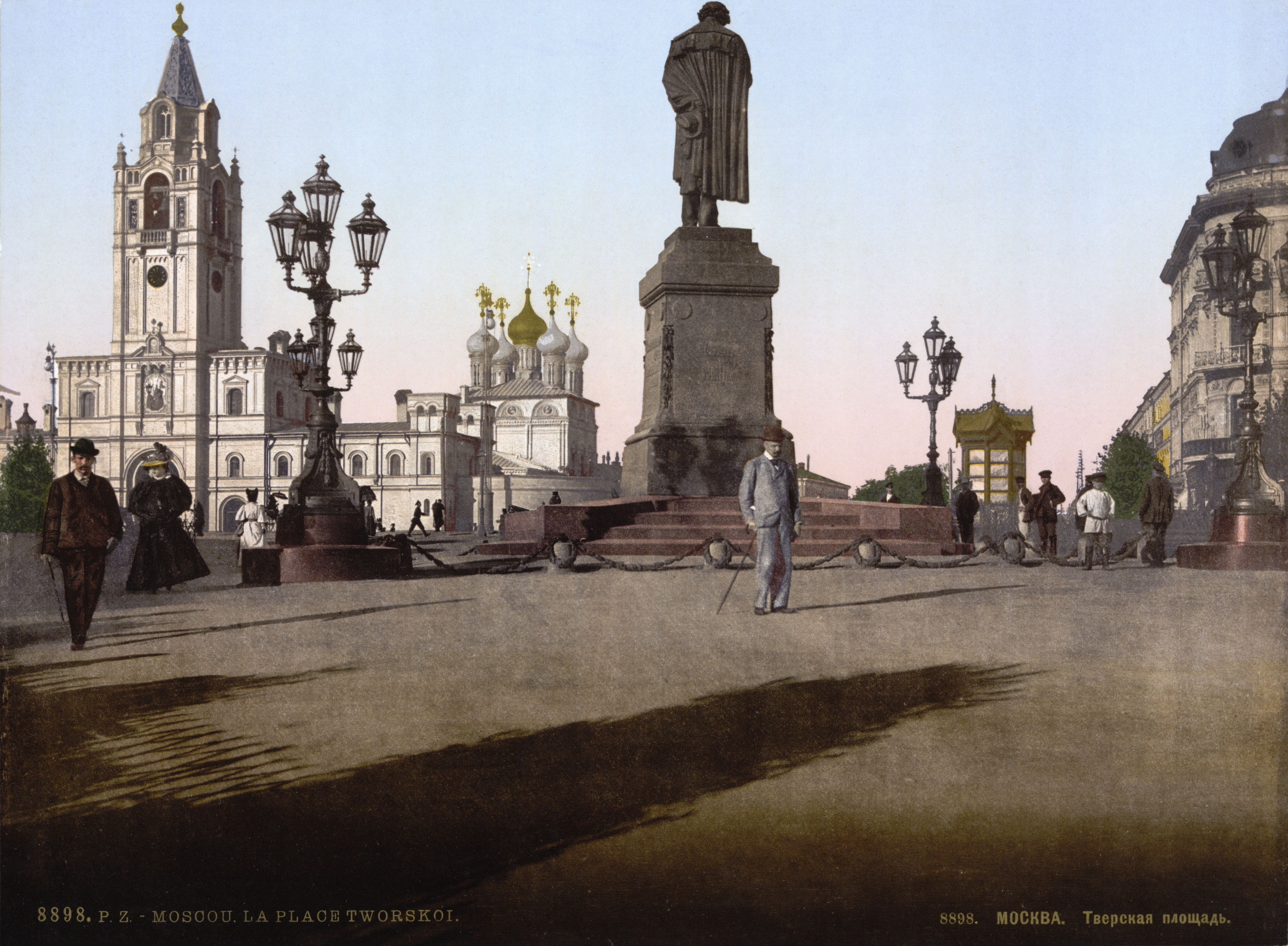
Tượng đài Pushkin ở Moskva, dựng năm 1908

Ngoài các bài thơ được sáng tác một cách rải rác từ thời niên thiếu cho đến khi qua đời, di sản văn chương của Aleksandr S. Pushkin còn có:

### Sử thi
- 1820: Ruslan và Lyudmila
- 1820/21: Người tù ở Kavkaz
- 1821: Bài ca Gavriil
- 1821/22: Anh em lũ cướp
- 1821/22: Vadim

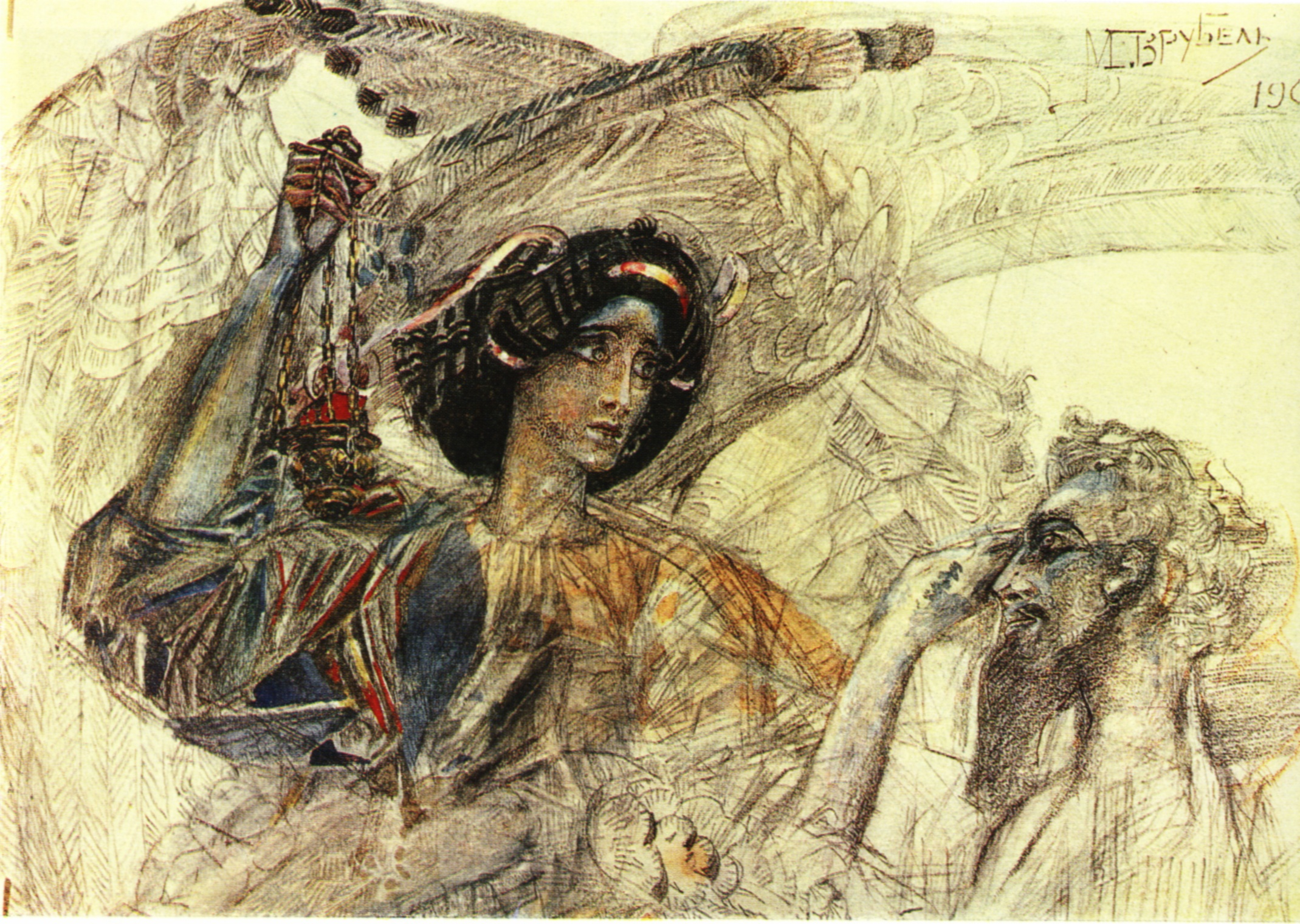
Thiên thần sáu cánh (sau bài thơ Tiên tri của Pushkin năm 1905) bởi Mikhail Vrubel

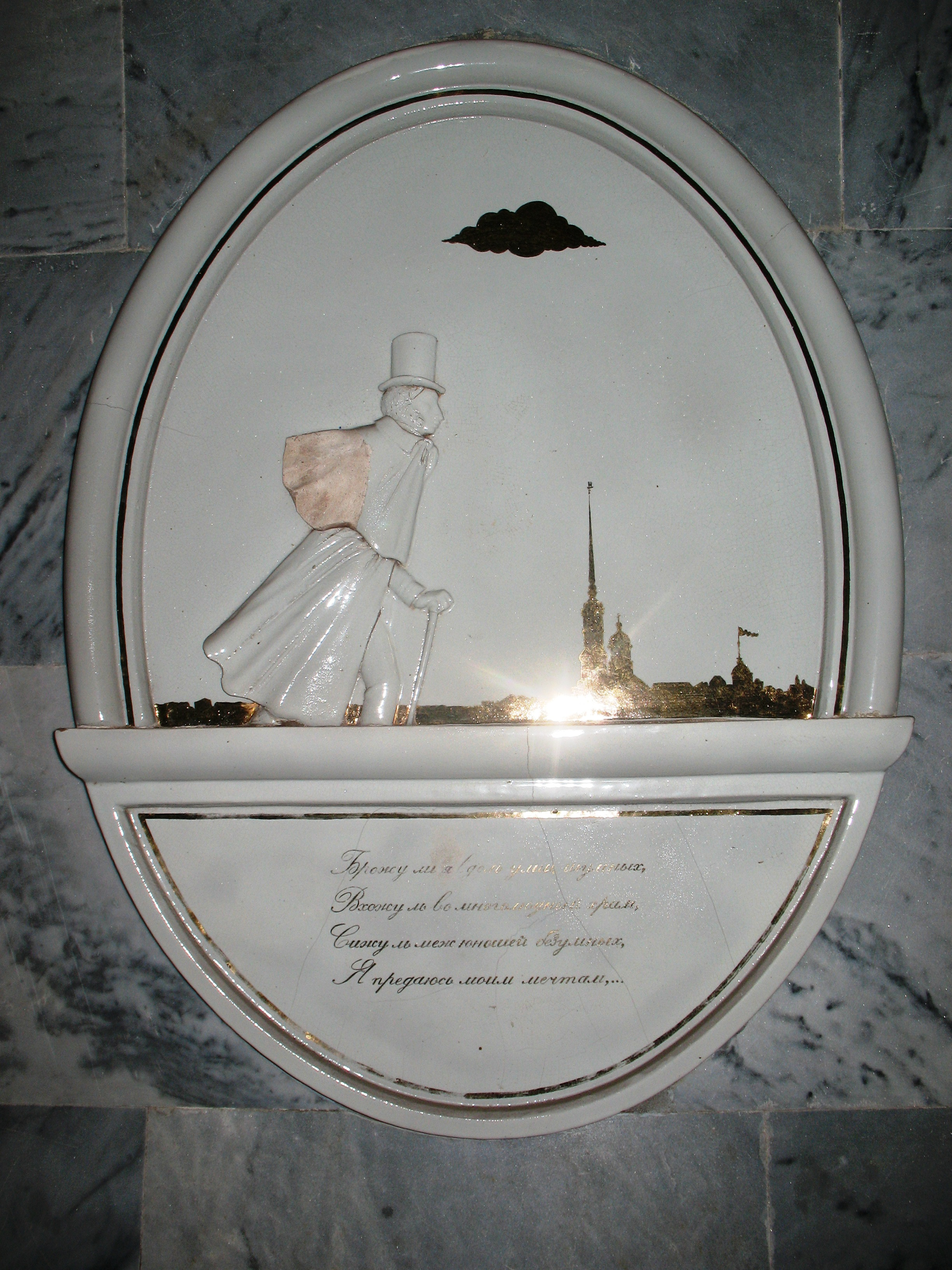

- 1821/23: Đài phun nước Bakhchisaray
- 1824: Đoàn người Sygan
- 1825: Bá tước Nulin
- 1825: Chàng rể
- 1829: Poltava
- 1829/30: Tazit
- 1830: Căn nhà nhỏ ở Kolomna
- 1830: Chuyện ông cố đạo và người làm công Balda
- 1830: Chuyện nhà gấu
- 1831: Chuyện vua Saltan
- 1825/32: Yevgeny Onegin
- 1832: Yezersky
- 1833: Angelo
- 1833: Chuyện ông lão đánh cá và con cá vàng
- 1833: Chuyện nàng công chúa chết chóc và bảy tráng sĩ

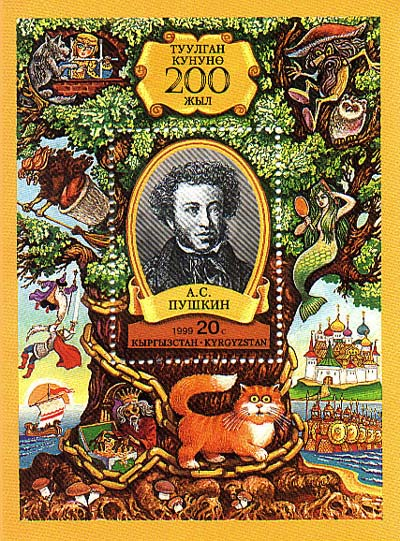
Tem kỷ niệm

- 1833: Kị sĩ đồng
- 1834: Chuyện con gà trống vàng

### Kịch
- 1825: Boris Godunov
- 1830: Bi kịch nhỏ

### Văn xuôi
- 1827: Người da đen của Pyotr Đại đế (tiểu thuyết chưa hoàn thành)
- 1827: Cuốn tiểu thuyết về những bức thư (tiểu thuyết)
- 1831: Tập truyện của ông Ivan Petrovich Belkin quá cố (tập truyện ngắn)
- 1833: Dubrovsky (tiểu thuyết chưa hoàn thành)
- 1834: Con đầm pích (truyện ngắn)
- 1834: Kirjali (truyện ngắn)
- 1834: Lịch sử cuộc nổi dậy Pugachyov (tiểu thuyết)
- 1835: Cuộc hành trình đến Arzrum trong một kế hoạch năm 1829 (du ký)
- 1835: Đêm Ai Cập (tiểu thuyết chưa hoàn thành)
- 1836: Người con gái viên đại úy (tiểu thuyết)
- 1836: Roslavlyov (tiểu thuyết chưa hoàn thành)
- 1837: Biên niên sử làng Goryukhino (tiểu thuyết chưa hoàn thành)

## Hình ảnh

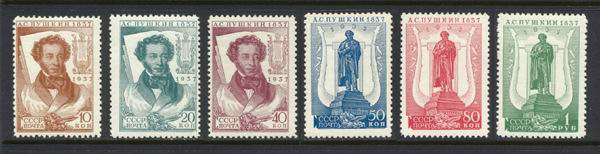
Tem kỷ niệm

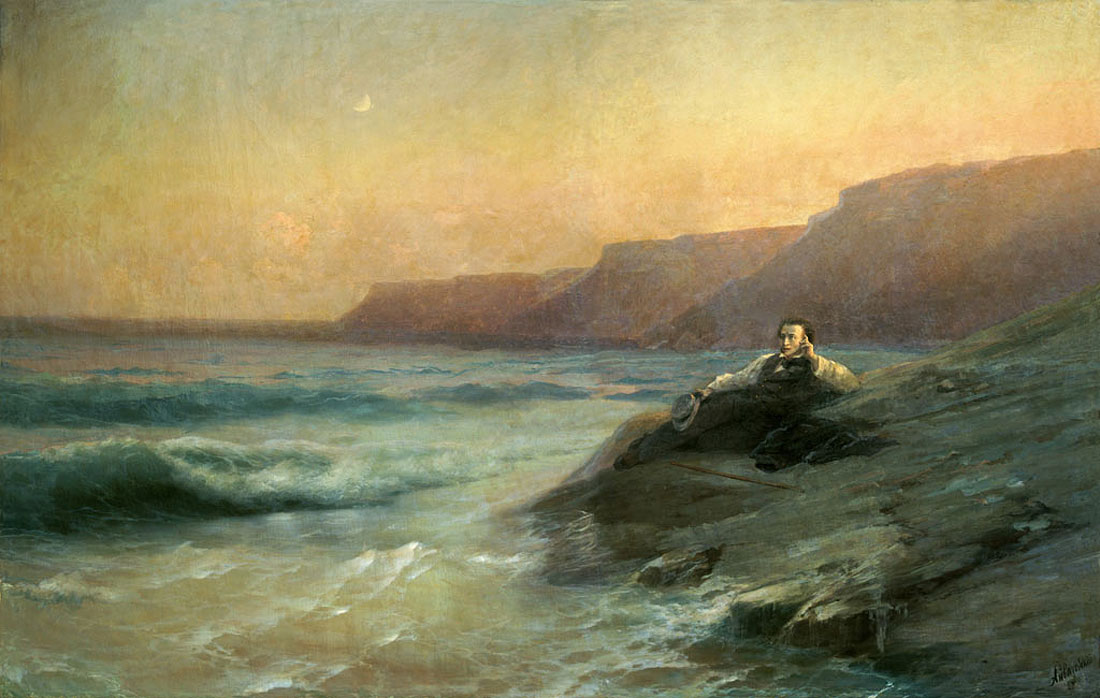
Pushkin bên bờ biển - tranh của I.Ayvazovsky (1887)
A.S.Pushkin và Natalia Goncharova - tượng đồng trên phố Arbat (2005)A.S.Pushkin và Natalia Goncharova - tượng đồng trên phố Arbat (2005)
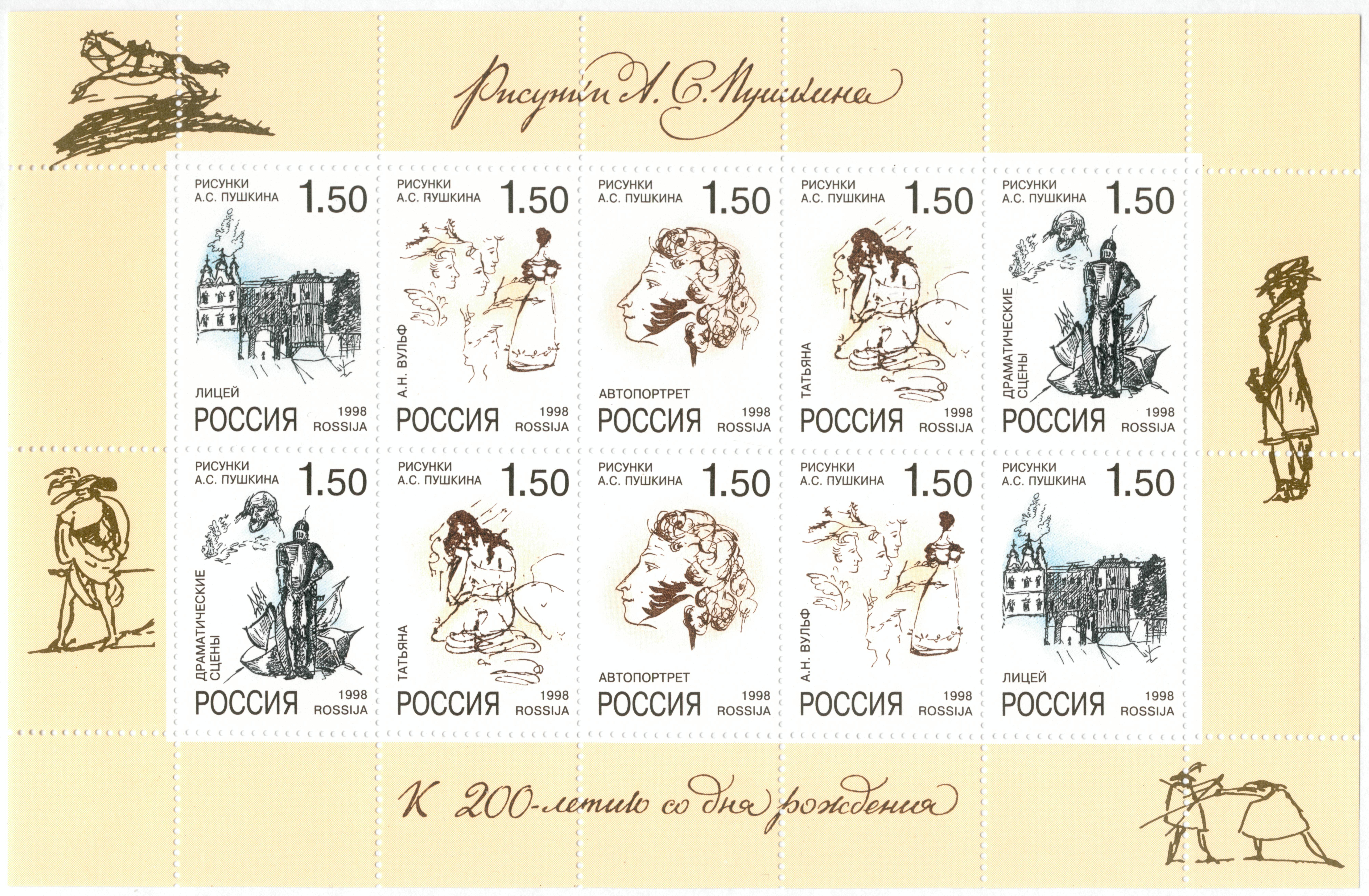
Bộ tem kỷ niệm (1998)
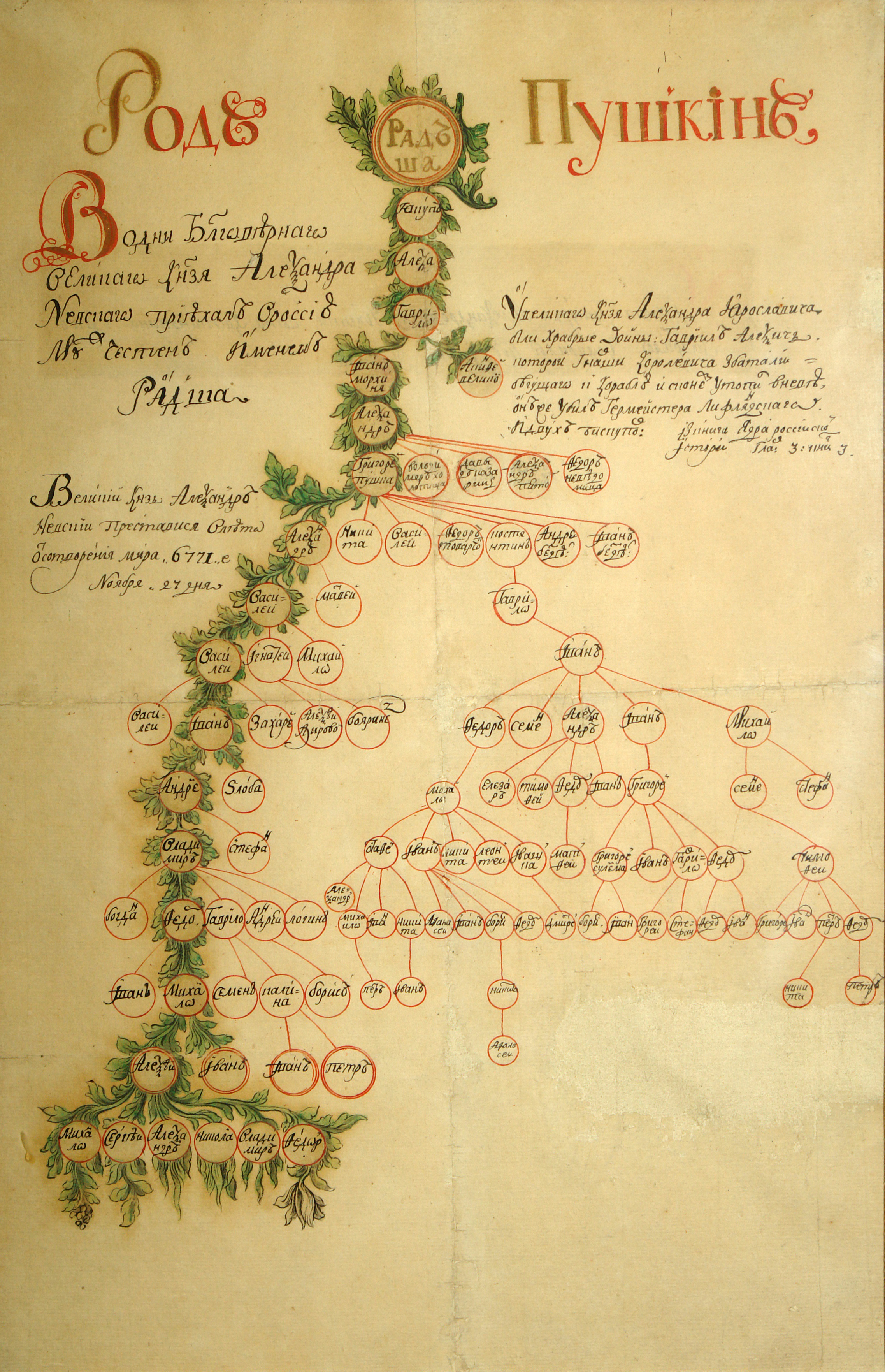
Sơ đồ phả hệ gia tộc Pushkin
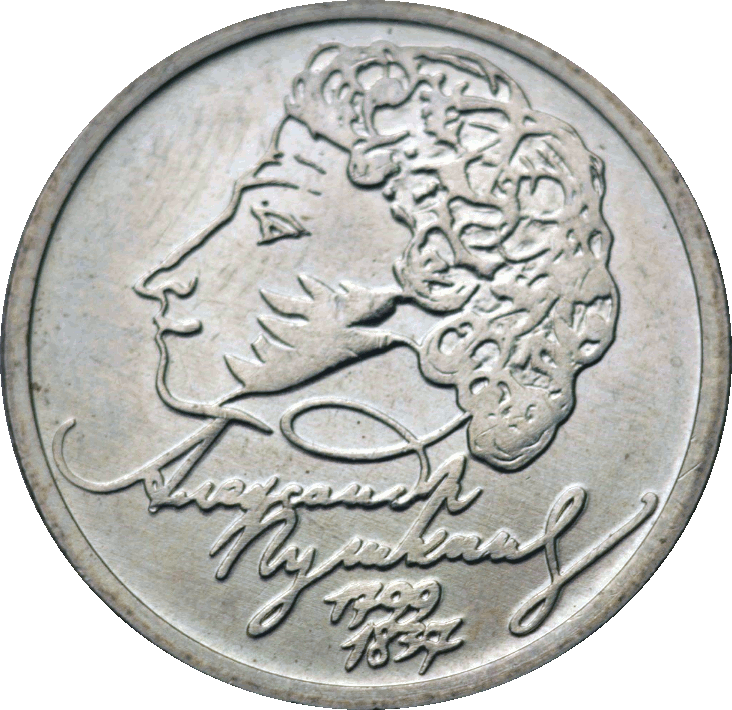
Chân dung Pushkin trên đồng 1 rúp Nga (1999)